# On the Night
Albums de Dire Straits
On Every Street Live at the BBC
On The Night est le second album live du groupe rock britannique Dire Straits, sorti en 1993.

## Historique
L'album est enregistré en 1992 à Rotterdam (du 29 mai au 1er juin) et à Nîmes (du 19 au 21 mai - celui diffusé en direct à la télévision date du 29 septembre) pour la tournée de l'album On Every Street. La version vidéo du concert (sortie également en Laserdisc et VHS) contient 3 chansons supplémentaires non présentes sur le CD : The Bug, Solid Rock et Local Hero - Wild Theme. Elles sont toutefois éditées sur le CD 4 titres Encores servant de support pour l'album, avec Your Latest Trick comme titre principal qui est resté numéro un des ventes en France pendant 6 semaines consécutives en 1993.
L'album fait la part belle aux titres les plus joués durant la tournée, si l'on excepte You and Your Friend que relativement peu de gens ont pu entendre en concert.
D'autres titres, dont Sultans of Swing, Tunnel of Love et Telegraph Road, joués très régulièrement mais déjà présents sur Alchemy, leur live précédent, sont écartés.
À noter qu'au moment de faire le choix des versions à utiliser, il a été réalisé un montage de bandes regroupant chacune les différents enregistrements d'un seul titre. 
Le mixage final de l'album accouche d'une version raccourcie de Walk of Life, de l'amputation de l'introduction de Money for Nothing ainsi que de son solo de batterie final.

## Listes des pistes
Toutes les compositions sont de Mark Knopfler sauf mention contraire.
1. Calling Elvis - 10:25
2. Walk Of Life - 5:06
3. Heavy Fuel - 5:23
4. Romeo And Juliet - 10:05
5. Private Investigations - 9:43
6. Your Latest Trick - 5:35
7. On Every Street - 7:01
8. You And Your Friend - 6:48
9. Money for Nothing (Knopfler-Sting) - 6:28
10. Brothers In Arms - 8:55

## Dire Straits
- Mark Knopfler – chant, guitare
- John Illsley – basse, chœurs
- Alan Clark – claviers
- Guy Fletcher – claviers, chœurs

## Musiciens additionnels
- Phil Palmer – guitare, chœurs
- Paul Franklin – guitare pedal steel
- Chris White – saxophone, flûte, percussions, chœurs
- Chris Whitten – batterie
- Danny Cummings – percussions, chœurs